# Novoselycja
Novoselycja (in ucraino Новоселиця?, in polacco Nowosielica, in romeno Noua Suliță), è una città ucraina (7 399 abitanti) nel distretto di Černivci, nell'oblast' di Černivci. Ospita l'amministrazione della comunità territoriale di Novoselycja, una delle comunità territoriali dell'Ucraina.
Fino al 18 luglio 2020  Novoselycja è stata il centro amministrativo del distretto di Novoselycja, abolito come parte della riforma amministrativa dell'Ucraina, che ha ridotto a tre il numero dei distretti dell'oblast' di Černivci. L'area del distretto di Novoselycja è stata fusa nel distretto di Černivci.